# شوجي توياما
شوجي توياما (باليابانية: 唐山 翔自) (مواليد 21 سبتمبر 2002) هو لاعب كرة قدم ياباني.

## وصلات خارجية
- شوجي توياما على موقع رابطة كرة القدم اليابانية للمحترفين (اليابانية)
- شوجي توياما على موقع قاعدة بيانات كرة القدم.إي يو (الإنجليزية)
- شوجي توياما على موقع Soccerway.com (الإنجليزية)
- شوجي توياما على موقع عالم كرة القدم.نت (الإنجليزية)